# Wrestlemaniac
Wrestlemaniac è un film del 2006, scritto e diretto da Jesse Baget ed interpretato dal wrestler Rey Misterio sr. nel ruolo principale.

## Trama
Sulla strada per Cabo San Lucas, una troupe cinematografica si perde e s'imbatte nella località "La Sangre De Dios", una città fantasma con una leggenda mozzafiato su un folle wrestler messicano. Il capo produttore e regista, Alfonse, adora l'aspetto grintoso della città e decide di girare lì il suo film erotico. Quando Alfonse urla "Azione!", suscita il famoso ed ora pazzo Luchador, "El Mascarado", che inizia un incontro tutto suo. Uno dopo l'altro, il cast e la troupe vengono rapiti, percossi e trascinati in una sanguinosa morte. I pochi rimasti vivi devono capire come battere il wrestler nel suo stesso gioco mortale, o morire.

## Produzione
Il film è stato girato fra Santa Clarita e presso il Veluzat Motion Picture Ranch di Saugus, California.